# Homostichanthus
Homostichanthus Duerden, 1900 è un genere di celenterati antozoi dell'ordine Actiniaria. È l'unico genere della famiglia Homostichanthidae nella superfamiglia Actinioidea..

## Descrizione
Homostichanthus ha un corpo allungato e liscio con la parte distale che può essere leggermente piegata. Margine merlato con lievi fosse. Retrattile. Tentacoli corti, lisci, con la punta a forma di pomello, steli ghiandolari dotati di nematocisti, con muscolatura longitudinale ectodermica. Sfintere limitato. Numerosi mesenteri a coppie perfette con divaricatori diffusi. Due sifonoglifi ben sviluppati.

## Distribuzione e habitat
Specie di Homostichanthus sono state osservate nell'Atlantico occidentale (Giamaica, Brasile, Cuba, Curaçao, Venezuela e Messico.

## Tassonomia
Secondo il World Register of Marine Species (WORMS), il genere è composto da una sola specie:
- Homostichanthus duerdeni. Carlgren, 1900

Esiste anche un'altra specie che secondo alcuni ricercatori fa parte del genere. Si tratta di
- Homostichanthus denticulosus. ( Le Sueur, 1817) il cui status è di taxon inquirendum.[4].